# Winfried Bölke
Winfried „Gustav“ Bölke (* 25. Mai 1941 in Genthin; † 26. Januar 2021 in Dortmund) war ein deutscher Radrennfahrer.

## Sportlicher Werdegang
Winfried Bölke gehörte in den 1960er Jahren zu den besten deutschen Radrennfahrern und dominierenden Radsport-Persönlichkeiten im Ruhrgebiet rund um Dortmund, wo er nur mit seinem Spitznamen „Gustav“ Bölke bekannt war, der auf seinen Vater zurückging. Als Amateur startete er für den Verein Sturm Hombruch. Nach seinen Siegen bei den Deutschen Straßenmeisterschaften 1962 und 1963, bei Rund um Köln 1963 und einem vierten Platz bei der Straßen-Weltmeisterschaft 1962 sowie dem dritten Platz bei der Straßen-Weltmeisterschaft 1963 wechselte er noch im selben Jahr zu den Berufsfahrern.
Im bezahlten Lager konnte Bölke 1965, 1966 und 1967 dreimal nacheinander die Deutsche Straßenmeisterschaft gewinnen. Diesen Hattrick schaffte vor ihm nur Hennes Junkermann und danach kein deutscher Profi mehr. 1964 war er Vize-Meister geworden. 1968 verfehlte er nur knapp den vierten Titel in Folge, als er von Rolf Wolfshohl geschlagen wurde. 1967 wurde er zudem Deutscher Meister im Zweier-Mannschaftsfahren auf der Bahn (mit Klemens Großimlinghaus) und Zweiter beim Dortmunder Union-Preis. 1967 und 1968 startete Bölke mit der deutschen Nationalmannschaft bei der Tour de France. Sein größter Erfolg bei der Frankreichrundfahrt war ein zweiter Platz auf der sechsten Etappe während seiner ersten Teilnahme; in beiden Jahren schied er jedoch vorzeitig aus. 1968 gewann er den Maaslandse Pijl. Bölke fuhr gelegentlich auch Querfeldein- und Sechstagerennen, wo er 1969 mit dem zweiten Platz bei den Six-Days in Münster sein bestes Ergebnis erreichte. Er konzentrierte sich aber vorrangig auf die Straßensaison, wo er für die Teams Peugeot-BP (1964–1969), Batavus-Alcina (1969/70), Bika-Milupa (1971) und Rokado (1972) fuhr – ein Team, das von dem in Holzwickede ansässigen Matratzenfabrikanten Robert Kahl gesponsert wurde.
Insgesamt konnte Bölke als Profi 12 Straßenrennen gewinnen, darunter den Grand Prix de Saint-Raphaël 1969 in Frankreich und zuletzt 1970 die Kaistenberg-Rundfahrt in der Schweiz. 1973 beendete er gesundheitsbedingt als 32-Jähriger seine Karriere und arbeitete fortan als städtischer Angestellter. Im Alter von 45 Jahren versuchte er ein Comeback als sogenannter reamateurisierter Profi und schaffte 1986 dort noch einmal den Aufstieg in die Amateur-A-Klasse. 1993 trat er endgültig vom aktiven Radrennsport zurück.
Am 26. Januar 2021 starb Winfried „Gustav“ Bölke im Alter von 79 Jahren in Dortmund.

## Erfolge

### Straße
1962
- Deutscher Amateurmeister – Straßenrennen

1963
- Amateur-Straßenweltmeisterschaft – Straßenrennen
- Deutscher Amateurmeister – Straßenrennen
- Rund um Köln (Amateure)

1964
- Gesamtwertung und eine Etappe Tour de l’Oise
- eine Etappe Katalonien-Rundfahrt

1965
- Deutscher Meister – Straßenrennen

1966
- eine Etappe Paris–Luxemburg
- Deutscher Meister – Straßenrennen

1967
- Deutscher Meister – Straßenrennen

1970
- Kaistenberg-Rundfahrt

### Bahn
- Deutscher Meister – Zweier-Mannschaftsfahren (mit Klemens Großimlinghaus)